# پان ژنوم
پان ژنوم در زمینه‌های زیست شناسی مولکولی و ژنتیک،  یا supragenome، مجموعه‌ای از ژن‎‌ها برای همه سویه‎‌ها در یک clade (گروهی از موجودات که از یک جد مشترک تکامل یافته‌اند) است و یا همه ژن‌ها و تنوع ژنتیکی درون یک گونه را توصیف می‌کند . در ابتدا پان ژنوم برای گونه‌های باکتری و آرکئا ساخته شد، اما اخیراً پان ژنوم‌های یوکاریوتی به خصوص برای گونه های گیاهی توسعه یافته است. مطالعات انجام شده در مورد گیاهان نشان داده است که پویایی پان ژنوم با عناصر قابل انتقال (ترانسپوزون) مرتبط است و همچنین مطالعات در مورد انسان نیز حاکی از آشکار شدن اطلاعات بیولوژیکی است. اهمیت پان ژنوم در یک زمینه تکاملی به‌وجود می‌آید، به خصوص در ارتباط با متاژنومیک، اما همچنین در یک زمینه ژنومیک گسترده‌تر استفاده می‌شود .